# سودرمارش
سودرمارش (به آلمانی: Südermarsch) یک شهر در آلمان است که در نوردفرایسلند واقع شده‌است. سودرمارش ۱۴۸ نفر جمعیت دارد.